# Värdlandsavtalet
Värdlandsavtalet eller värdlandstödsavtalet är den informella benämningen på det samförståndsavtal (engelska: Memorandum of Understanding) om värdlandsstöd som undertecknades mellan Sverige och Nato den 4 september 2014. En majoritet i riksdagen godkände avtalet i maj 2016.
Avtalet innebär i korthet att Sverige lättare ska kunna stödja och ta emot stöd från Nato vid en kris eller ett krig i Sverige eller i närområdet. Det innebär också att det blir enklare för Sverige att stå som värdland för ömsesidigt överenskomna militära aktiviteter, exempelvis internationella övningar.  Nato har för närvarande ingått drygt 25 liknande samförståndsavtal om värdlandsstöd med andra medlems- och partnerländer.

## Bakgrund
Sverige blev medlem i Nato 7 mars 2024, men har sedan tidigare länge haft ett omfattande officiellt samarbete med försvarsalliansen. Sverige beskrivs på Natos hemsida som en av de viktigaste och mest aktiva av dess samarbetspartners. Sverige deltar sedan 1994 i samarbetet Partnerskap för fred (PFF) och har inom ramen för detta deltagit i både utbildningar och övningar. Sverige har även stått som värd för vissa av dessa. Svensk militär har bidragit vid flera Nato-ledda insatser såsom i Kosovo, Afghanistan och Libyen.
Inom ramen för PFF finns en Planning and Review Process (PARP) som syftar till att öka möjligheterna till att samverkan mellan Nato och partnerländerna. Detta sker genom att respektive partnerland antar mål. Sverige har som PFF-land deltagit in PARP sedan 1995, och beslutade 2010 och 2012 att anta ett PARP-mål om värdlandsstöd.
Nato hade 2015 drygt 25 samförståndsavtal om värdlandsstöd med olika Nato-medlemsländer och partnerländer, bland dessa övriga nordiska länder.

## Avtalets innehåll
Avtalet tydliggör Sveriges roll som värdland i samband med övningar eller annan militär aktivitet på svenskt territorium, vilket innebär att det blir enklare för Sverige att stå som värdland för ömsesidigt överenskomna militära aktiviteter, såsom internationella övningar. Nato kan vid en inbjudan ges tillgång till svenska militära baser, som kan användas för operativt eller logistiskt stöd till alliansens styrkor i deras militära operationer.
Avtalet bygger på frivillighet mellan parterna och blir endast tillämpligt i de fall Sverige som värdland bjuder in Nato att genomföra verksamhet i Sverige. Avtalet ger inte på någon punkt Nato eller något Nato-land rätten att utan tillstånd utnyttja svenskt territorium: detta måste alltid ske på den svenska  regeringens inbjudan.

## Politisk process
Den 4 september 2014 undertecknades ett samförståndsavtal mellan Sverige och Nato om värdlandsstöd. Avtalet skrevs under för Sveriges räkning av dåvarande överbefälhavaren Sverker Göranson och för Nato av Philip M. Breedlove, general i USA:s flygvapen och Natos högste befälhavare i Europa. Innan avtalet trädde i kraft skulle det föreläggas i riksdagen för beslut om lagändringar. I Regeringskansliet upprättades promemorian Samförståndsavtal med Nato om värdlandsstöd (Ds 2015:39). Den remitterades den 10 juli 2015 till 47 instanser. I en proposition till riksdagen den 17 mars 2016 föreslog regeringen att riksdagen skulle godkänna värdlandsavtalet.
Riksdagen beslutade den 25 maj 2016, med röstsiffrorna 254–40 (21 avstående, 34 frånvarande), att godkänna regeringens förslag. Förslaget stöddes av Socialdemokraterna, Moderaterna, Miljöpartiet, Centerpartiet, Liberalerna och Kristdemokraterna, medan Sverigedemokraterna röstade emot förslaget och Vänsterpartiet lade ner sina röster. Lagändringarna trädde i kraft den 1 juli 2016.
Inför riksdagens omröstning formulerades kritik mot avtalet bland annat från en rad miljöpartister. Både miljöpartister och vänsterpartister hade utan framgång försökt att fördröja och omförhandla avtalet för att införa en garanti mot att kärnvapen placeras i Sverige. Miljöpartiet har emellertid gett sitt stöd till avtalet, både i regeringen och riksdagen, med undantag för fyra riksdagsledamöter som lade ned sina röster, trots att partiprogrammet föreskriver alliansfrihet, demilitariserade zoner och förhindrande av Natoövningar på svensk mark. Samtliga vänsterpartister lade ned sina röster. Endast Sverigedemokraterna röstade nej.

## Motstånd och kritik
Värdlandsavtalet har debatterats och kritiserats av flera aktörer inom både politiken och civilsamhället, framför allt sådana som är negativt inställda till ett svenskt Nato-medlemskap och ser värdlandsavtalet som ett steg på vägen till detta. Bland motståndarna till avtalet finns bland annat tidigare utrikesminister Hans Blix och diplomaten Pierre Schori.
Avtalet har fått kritik för att vara utformat på ett sådant sätt att tolkningsutrymmet är mycket stort, och att möjligheterna att förutse vilka effekter avtalet faktiskt kommer att få i praktiken är väldigt små. I de fall Sverige bjuder in Nato, åtar sig Sverige förpliktelser vad gäller militära baseringsområden och militära förflyttningar, men den precisa innebörden av sådana regleras inte i avtalet utan i efterkommande tilläggsdokument, som i normalfallet kommer att vara hemligstämplade. Kritik har även lyfts mot att frågan om kärnvapen utelämnas från avtalet, då det ingenstans i avtalet eller i departementets promemoria nämns några undantag mot att placera ut eller transportera kärnvapen i Sverige. I propositionen bemötte regeringen denna kritik genom att konstatera att "Värdlandsstödsavtalet ger inte Nato rätt att vistas eller verka på svenskt territorium, utan föregående svenskt beslut om detta. Avtalet ger inte heller Natoländer rätt att placera kärnvapen på svenskt territorium. Något utrymme för Nato att mot svensk vilja upprätta baseringsområden eller basera förband här finns inte. Det är Sverige som även fortsättningsvis beslutar om vilken typ av verksamhet som får bedrivas här och vilka vapen som får föras in hit."
Också processen kring avtalets undertecknande har kritiserats. Kritikerna menar att värdlandsavtalet skyndades igenom utan att föregås av offentlig debatt, och att en diskussion kring Sveriges alliansfrihet har saknats i arbetet kring avtalet.
Svenska freds- och skiljedomsföreningen har kritiserat avtalet och menar att det försämrar Sveriges säkerhetspolitiska läge genom att öka spänningarna i Östersjöregionen.